# Унтеркольштеттен
Унтеркольштеттен (нім. Unterkohlstätten) — громада округу Оберварт у землі Бургенланд, Австрія.
Унтеркольштеттен лежить на висоті  503 м над рівнем моря і займає площу  29,1 км². Громада налічує 1024 мешканців. 
Густота населення 35/км².  
|                                           |
| Унтеркольштеттен на мапі округу та землі. |

 Адреса управління громади:  7435 Unterkohlstätten. 

## Демографія
Історична динаміка населення міста за даними сайту Statistik Austria

## Виноски
1. ↑  Dauersiedlungsraum der Gemeinden Politischen Bezirke und Bundesländer - Gebietsstand 1.1.2018 — Статистичне управління Австрії.
2. ↑  Einwohnerzahl 1.1.2018 nach Gemeinden mit Status, Gebietsstand 1.1.2018 — Статистичне управління Австрії.
3. ↑   www.unterkohlstaetten.at
4. ↑  Gemeindedaten von Unterkohlstätten

| Австрія | Це незавершена стаття з географії Австрії. Ви можете допомогти проєкту, виправивши або дописавши її. |